# NGC 3211
NGC 3211 – mgławica planetarna położona w gwiazdozbiorze Kila. Została odkryta 7 marca 1837 roku przez Johna Herschela.